# Abū Shāma
Abū Shāma, pseudonimo di Shihāb al-Dīn ʿAbd al-Raḥmān al-Maqdisī (in arabo ﺷﻬﺎﺏ ﺍﻟﺪﻳﻦ ﻋﺒﺪ ﺍﻟﺮﺣﻤﺎﻦ ﺍﻟﻤﻘﺪﺳﻲ, ﺍﺑﻮ ﺷﺎﻣـة‎?; Damasco, 10 gennaio 1203 – Damasco, 13 giugno 1268), è stato uno storico arabo.
Abū Shāma era la kunya di Shihāb al-Dīn ʿAbd al-Raḥmān b. Ismāʿīl b. Ibrāhīm b. ʿUthmān b. Abī Bakr b. Ibrāhīm b. Muḥammad al-Maqdisī, uno storico musulmano di Damasco, vissuto nel XII secolo (VII del calendario islamico).
Suoi capolavori sono considerati il Kitāb al-rawḍatayn fī akhbār al-dawlatayn al-Nūriyya wa-l-Ṣalāḥiyya (Il libro dei due giardini circa le informazioni sulle due dinastie di Nūr al-Dīn b. Zangī e Ṣalāḥ al-Dīn Yūsuf b. Ayyūb, e  l'al-Dhayl ʿalā l-rawḍatayn (Seguito dei Due Giardini), che qualificano Abū Shāma come uno dei principali esperti del periodo delle Crociate e del periodo ayyubide nella Grande Siria.
Appartenente al madhhab shafeita, Abū Shāma fu allievo di ʿIzz al-Dīn ʿAbd al-ʿAzīz al-Sulamī (m. 1262) e la sua ambizione, più che di operare in campo giurisprudenziale, era quella di iscriversi nel solco dell'opera del famoso storico Abū l-Qāsim ʿAlī b. ʿAsākir (m. 1176).
Rimase prevalentemente un apprezzato giurista, tanto che, al termine della sua vita, fu nominato docente nella madrasa al-ʿĀdiliyya e nella Dār al-Ḥadīth al-Ashrafiyya di Damasco. 